# Stanton Heck
Stanton Heck (8 de janeiro de 1877 — 16 de dezembro de 1929) foi um ator norte-americano da era do cinema mudo. Ele apareceu em 50 filmes entre 1918 e 1928.